# Zone de secours Val de Sambre
(nl) Hulpverleningszone Val de Sambre
(de) Hilfeleistungszone Val de Sambre
La zone de secours Val de Sambre est l'une des 34 zones de secours de Belgique et l'une des trois zones de la province de Namur. 
Elle porte son nom de la rivière qui la traverse: la Sambre.

## Caractéristiques
La zone de secours Val de Sambre est présidée par le bourgmestre de Sambreville (Jean-Charles Luperto). Elle est dirigée par le colonel Marc Gilbert (commandant de zone). 

## Communes protégées
La zone de secours Val de Sambre couvre les 6 communes suivantes : Floreffe, Fosses-la-Ville, Jemeppe-sur-Sambre, Mettet, Sambreville et Sombreffe. 

## Casernes
- Poste de secours de Fosses-la-Ville
- Poste de secours de Sambreville
- Poste de secours de Mettet